# Roseaplagis mortenseni
Roseaplagis mortenseni is een slakkensoort uit de familie van de Trochidae. De wetenschappelijke naam van de soort is voor het eerst geldig gepubliceerd in 1924 door Odhner als Gibbula mortenseni.